# اوری (گیاه)
اوری (نام علمی: Quercus macrocarpa) نام یک گونه از سرده بلوط است.